# Gare de Oued Tinn
La gare de Oued Tinn est une halte ferroviaire algérienne située sur le territoire de la commune de Fornaka, dans la wilaya de Mostaganem.

## Situation ferroviaire
La gare se situe sur la ligne de Mohammadia à Mostaganem, où elle est précédée de la gare de Sidi Benzerga et suivie de celle de Fornaka.
| \| Oued Tinn Mostaganem \| Localisation de la gare de Oued Tinn dans la wilaya de Mostaganem. |
| Oued Tinn Mostaganem                                                                          |

## Histoire
Lors de la colonisation, la gare portait le nom de gare de Fornaka. Elle prend le nom de Oued Tinn lors de la création de la ligne de Mohammadia à Mostaganem en 1959.
Située à une altitude de 9,200 m, la gare est mise en service en 1879 lors de l'ouverture de l'ancienne ligne à voie étroite de 1 055 mm d'Arzew à Saïda où, située au point kilométrique (PK) 71,000 de cette ligne, elle était précédée de la gare de La Macta et suivie de celle de Debrousseville (actuelle gare de Sidi Benzerga),,.

## Service des voyageurs

### Dessertes
La gare de Oued Tinn est desservie par les trains régionaux de la liaison Mohammadia - Mostaganem.